# Subida ao Naranco
A Subida ao Naranco é uma clássica de ciclismo, que nasceu no ano 1941. Disputa-se na província espanhola das Astúrias, sendo a saída habitual sua capital Oviedo, finalizando na cume do monte Naranco, atualmente denominada cume "El Tarangu".
Só a partir do ano 1981 se disputa anualmente sem interrupção e desde a criação dos Circuitos Continentais da UCI em 2005 é uma prova de categoria 1.1 dentro do UCI Europe Tour.
A partir do 2011 deixou-se de disputar como corrida independente, e se integrou como etapa final da Volta às Astúrias.

## Palmarés

### Como prova independente
| Ano                      | Ganhador                 | Segundo                        | Terceiro                |
| ------------------------ | ------------------------ | ------------------------------ | ----------------------- |
| 1941                     | Ulpiano Menéndez         | Emilio Pérez Carreño           | José Menéndez           |
| 1942                     | Fermín Trueba            | Martín Mancisidor              | José Jabardo            |
| 1943                     | Delio Rodríguez          | José Lahoz                     | Fermín Trueba           |
| 1944                     | Dalmacio Langarica       | Fermín Trueba                  | Julián Aguirrezabal     |
| 1945                     | Fermín Trueba            | Martín Mancisidor              | José Gutiérrez          |
| 1946                     | Fermín Trueba            | Martín Mancisidor              | Enrique Laguna          |
| 1947                     | Jesús Loroño             | Luis Sánchez Huergo            | Enrique Laguna          |
| 1948-1959. Não disputada |                          |                                |                         |
| 1960                     | Antonio Karmany          | Ángel Rodríguez López          | Raúl Rey                |
| 1961                     | Antón Barrutia           | Julio San Emeterio             | Eusebio Vélez           |
| 1962                     | Raúl Rey                 | José Luis Talamillo            | Federico Bahamontes     |
| 1963                     | Antonio Karmany          | Roberto Morais Erostarbe       | Federico Bahamontes     |
| 1964                     | Federico Bahamontes      | Fernando Manzaneque            | Luis Otaño              |
| 1965                     | Joaquín Galera           | Ventura Díaz                   | Antonio Gómez del Moral |
| 1966                     | Domingo Perurena         | Julio Jiménez                  | Gregorio San Miguel     |
| 1967-1980. Não disputada |                          |                                |                         |
| 1981                     | Marino Lejarreta         | Ángel Arroyo                   | Ismael Lejarreta        |
| 1982                     | Álvaro Pino              | Pedro Muñoz                    | Ángel Arroyo            |
| 1983                     | Vicente Belda            | Pedro Delgado                  | Jesús Rodríguez Magro   |
| 1984                     | Vicente Belda            | Patrocínio Jiménez             | Marino Lejarreta        |
| 1985                     | Alirio Chizabas          | Julián Gorospe                 | Jokin Mujika            |
| 1986                     | Marino Lejarreta         | Pedro Delgado                  | Carlos Hernández        |
| 1987                     | Peter Hilse              | Raimund Dietzen                | Álvaro Pino             |
| 1988                     | Marino Alonso            | Vicente Belda                  | Raimund Dietzen         |
| 1989                     | Peter Hilse              | Miguel Indurain                | Álvaro Pino             |
| 1990                     | Laudelino Cubino         | Enrique Aja                    | Iñaki Gastón            |
| 1991                     | Juan Carlos Romero       | Oliverio Rincão                | Laudelino Cubino        |
| 1992                     | Tony Rominger            | Francisco Javier Mauleón       | Laudelino Cubino        |
| 1993                     | Jesús Montoya            | Oliverio Rincón                | José María Jiménez      |
| 1994                     | José Manuel Uría         | Pedro Delgado                  | Julio Barcina           |
| 1995                     | Abraham Olano            | Fernando Escartín              | José Manuel Uría        |
| 1996                     | Francisco Javier Mauleón | Ramón González Arrieta         | Marcos Serrano          |
| 1997                     | Roberto Heras            | José María Jiménez             | Daniel Clavero          |
| 1998                     | José Luis Rubiera        | Roberto Heras                  | Aitor Osa               |
| 1999                     | Santiago Blanco          | Miguel Ángel Martín Perdiguero | Roberto Laiseka         |
| 2000                     | José Luis Rubiera        | Carlos Sastre                  | Fabian Jeker            |
| 2001                     | Claus Michael Møller     | Óscar Sevilla                  | Eladio Jiménez          |
| 2002                     | Gonzalo Bayarri          | Aitor Osa                      | Oscar Sevilla           |
| 2003                     | Leonardo Piepoli         | Francisco Mancebo              | Alberto López de Munain |
| 2004                     | Iban Mayo                | Miguel Ángel Martín Perdiguero | Leonardo Piepoli        |
| 2005                     | Rinaldo Nocentini        | Jon Bru                        | Danail Petrov           |
| 2006                     | Fortunato Baliani        | Kanstantsín Siutsou            | Eladio Jiménez          |
| 2007                     | Koldo Gil                | Francisco Mancebo              | Pedro Arreitunandia     |
| 2008                     | Xavier Tondo             | Koldo Gil                      | Stefano Garzelli        |
| 2009                     | Romain Sicard            | Nuno Ribeiro                   | David López García      |
| 2010                     | Santi Pérez              | Andrés Antuña                  | Luis Felipe Laverde     |

### Integrada na Volta às Astúrias
- 2011:  Constantino Zaballa
- 2012:  Rémy Di Gregorio
- 2013:  Javier Moreno